# Enhydrosoma solitarium
Enhydrosoma solitarium is een eenoogkreeftjessoort uit de familie van de Cletodidae. De wetenschappelijke naam van de soort is voor het eerst geldig gepubliceerd in 2003 door Gómez.